# Bignona (departamento)
Bignona é um departamento da região de Ziguinchor, no Senegal.